# Carrhaei csata
A carrhaei csata nagy jelentőségű összecsapás volt i. e. 53-ban Carrhae város (a mai törökországi Harrán) közelében a Római Köztársaság és a Pártus Birodalom seregei között. Az ütközetben a pártus Surena megsemmisítő vereséget mért a Marcus Licinius Crassus vezette római seregre. Maga Crassus is életét vesztette.

## Előzmények
I. e. 55-ben Crassus és Pompeius voltak Róma konzuljai. Ekkor már létezett, és gyakorlatilag ellenőrizte a Római Birodalmat Iulius Caesar, Crassus és Pompeius triumvirátusa. A triumvirek közt is vetélkedés folyt, és Crassus, aki legutóbb csaknem 20 évvel korábban tett szert hadi dicsőségre, amikor legyőzte Spartacus rabszolgaseregét, újabb babérokat akart szerezni. Úgy döntött, hogy a Pártus Birodalom ellen intéz támadást. A senatus sok tagja megpróbálta erről lebeszélni, de Caesar és Pompeius mellé álltak.
Crassus i. e. 55. végén érkezett Szíriába. A szíriai hellén települések és II. Artavaszdész örmény király támogatásával egyenesen a Pártus Birodalom központi területei ellen indult, ahelyett, hogy az örmény hegyekből intézett volna támadást a partusok ellen.

## A csata

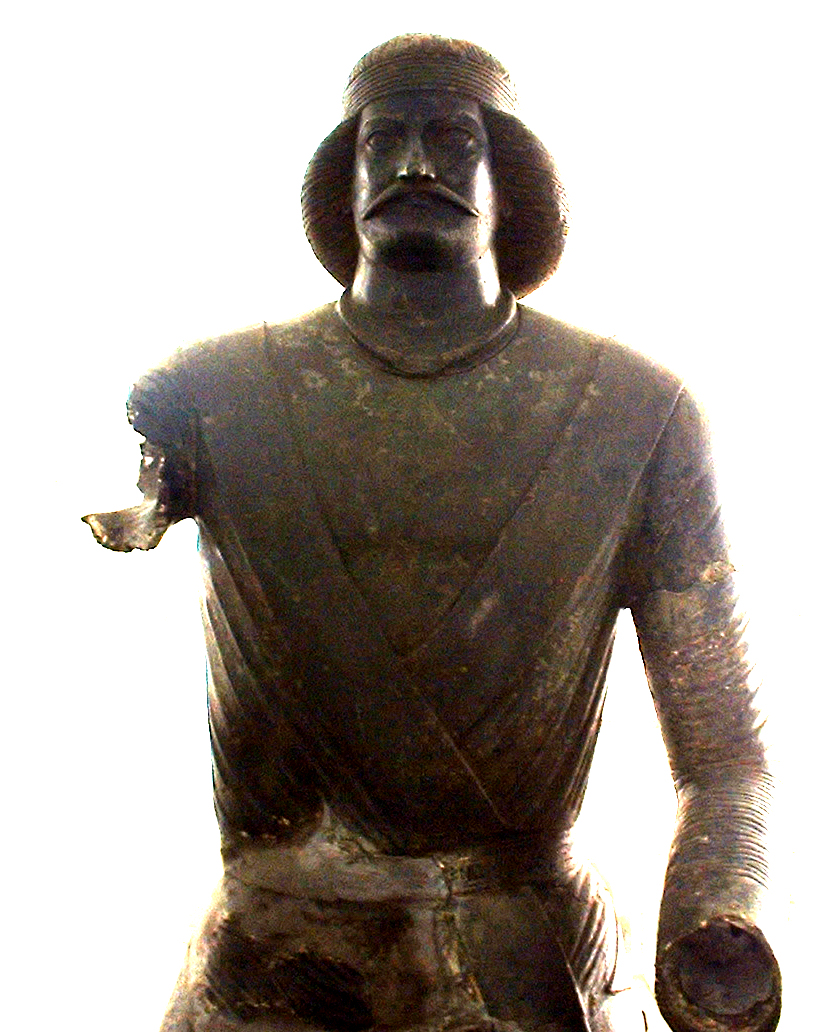
Partus bronzszobor, a feltételezések szerint a carrhaei győztes Surenát ábrázolja

A pártus sereg számra kisebb volt, de nagy értéket jelentett benne az 1000 nehéz fegyverzetű páncélos cataphractarius lovas és az akkor megszokottnál erősebb perzsa-pártus íjakat használó  9000 lovas íjász, akik megbontották a római légiók csatarendjét. Az íjászok nyílzáport zúdítottak a nehéz páncélzatú (Lorica Hamata ) római gyalogosok tömött alakzataira. Az összetett íjakból kilőtt nyilak a rómaiak döbbenetére a páncélt is átfúrták, nagy veszteségeket okozva. A pártusok tevéket alkalmaztak a nyílutánpótlás biztosítására. Crassus légiói felmorzsolódtak.
A csatát megelőzően Crassus előreküldte lovasságát, hogy felmérje a terepet, őket azonban meglepték és lerohanták a kataphrakták. Emiatt Crassusnak a csata folyamán nem maradt lovassága, amely megzavarhatta volna a támadó parthus lovas íjász csapatokat. A rómaiak megpróbáltak támadást intézni az íjászok ellen, azok azonban színleg visszavonultak, miközben újabb nyílzáporokat zúdítottak a rohamozókra. (Ez a pártus lövés néven ismertté vált hadi taktika, amelyhez hasonlót gyakran alkalmaztak a későbbiekben is a lovasnépek, köztük a magyarok is.)
Hogy úrrá legyenek a helyzeten, a rómaiak a bevett teknősbéka alakzatba tömörültek. Ezt azonban a cataphractareiusok az íjászok támogatása mellett folyamatosan rohamozták. A nagy scutum pajzsok némi védettséget adtak a légiósoknak, a nagy nyomás alatt azonban nem tudták tartani az alakzatot.

## A csata után
A carrhaei csata a Római Köztársaság történetének egyik legsúlyosabb vereségével zárult. A harcban megölték Crassus egyik fiát, Publiust és a fejét lándzsára tűzték, hogy a légiósok jól láthassák. A csata után magát Crassust is megölték és lefejezték. A legenda szerint előtte meg is kínozták, mégpedig úgy, hogy olvasztott aranyat öntöttek a torkába, kigúnyolva pénzhajhászását (de ez valószínűleg inkább a rómaiak ellenségei terjesztette rémhír volt inkább, mint tény). Plutarkhosz azt is megemlíti, hogy a pártusok a hadifoglyok közül kikeresték a Crassushoz leginkább hasonlítót, női ruhába öltöztették és végighurcolták egész Pártián hogy mutogassák. A pártus hadsereg egy másik része legyőzte az örményeket és megszállta országukat. Surena nagy győzelme azonban felkeltette a parthus király féltékenységét és elrendelte a hadvezér kivégzését. Surena halála után II. Orodész maga vette kezébe a hadsereg parancsnokságát és egy sikertelen hadjáratot vezetett Szíriába.
Gaius Cassius Longinus, Crassus legatusa, tízezer túlélő katonát visszavezetett a csatatérről Szíriába, ahol két évig proquaestorként kormányzott, kivédve II. Orodész támadásait. Végül legyőzte a pártusokat, kiérdemelve Cicero dicsérő szavait. Cassius később kulcsszerepet játszott Iulius Caesar meggyilkolásában i. e. 44-ben.

## Következményei
A rómaiak komoly erkölcsi vereségként és rossz előjelként élték meg, hogy a pártusok elragadták a légiók aranysasait (aquila). A következő generáció nagy diplomáciai erőfeszítéseire volt szükség, hogy a parthusok visszaszolgáltassák őket, és amikor ez sikerült, ez komoly, katonai győzelemhez hasonlóan ünnepelt sikert jelentett Augustus számára.
A csata egyik váratlan, de fontos következménye volt, hogy elindította a keleti selyem beáramlását Európába. A csatából megmenekülő légiósok arról számoltak be, hogy a pártusoknak furcsa, ragyogó anyagból készült zászlóik voltak. E beszámolók nyomán a Római Birodalomban gyorsan nőtt a selyem mint áru iránti érdeklődés és kereslet, így a Kínából induló selyemkereskedelmi útvonalak meghosszabbodtak egészen Nyugat-Európáig. Megszületett a selyemút, a történelem egyik leggazdagabb kereskedelmi útvonala.
A csata nyomán kerülhettek először közvetlen kapcsolatba a rómaiak és a kínaiak. Plinius szerint a carrhaei csata után a pártusok tízezer római hadifoglyot Margiana szatrapiába küldtek, hogy birodalmuk keleti határainak védelmében vegyenek részt. A kínai Han-dinasztia később elfoglalta ezt a területet, és még ma is vannak Kínában olyanok, akik a római legionariusok leszármazottjainak mondják magukat.
A csata legfontosabb következménye az volt, hogy siettette a Római Köztársaság bukását és a császárság felemelkedését. Megszűnt a triumvirátus és az erőegyensúly. Crassus és Caesar lánya, Pompeius felesége, Iulia halálával a Caesar és Pompeius közti kötelékek meggyengültek. A két vezető közt vetélkedés kezdődött, ami polgárháborúba torkollott és elvezetett az egyeduralom kialakulásához.

## Ókori beszámolók
- Plutarkhosz: Párhuzamos életrajzok, Crassus 23-27
- Cassius Dio: Római történelem 40:21–4